# Antoine Boizot
Pour les articles homonymes, voir Boizot.
 (décembre 2013).
Si vous disposez d'ouvrages ou d'articles de référence ou si vous connaissez des sites web de qualité traitant du thème abordé ici, merci de compléter l'article en donnant les références utiles à sa vérifiabilité et en les liant à la section « Notes et références ».
Antoine Boizot (né à Paris en 1702 et mort dans la même ville le 9 mars 1782) est un peintre français du XVIIIe siècle.

## Biographie
Élève du peintre François Lemoyne, Boizot tente de remporter le prix de Rome en 1729, avec Joab fait lapider le prophète Zacharie (il arrive second, derrière le peintre Duflot). Il remporte le prix de Rome l'année suivante, avec Giézi obtient les présents d'Elisée. Il exécute son séjour à l'Académie de France à Rome entre 1731 et 1735. De retour à Paris, il est agréé à l'Académie royale le 28 avril 1736, et se voit commander un morceau de réception, Apollon carressant Leucothoé (musée des Beaux-Arts de Tours), qu'il présentera à l'Académie le 25 mai 1737. Il exposera régulièrement au Salon entre 1737 et 1771. Il devient peintre et dessinateur en titre de la manufacture des Gobelins, et sera le premier titulaire du poste de « dessinateur aux traits ». Il s'illustre également comme peintre de scènes religieuses : il peint en 1750 un Christ guérit le paralytique à la piscine de Bethesda (collection particulière), et réalise un Martyre de sainte Concorde (vers 1756, perdu), pour l'église Saint-Hippolyte à Paris. Ses dix-sept Portraits des Rois de France des premières races ont été gravés par Jean-Georges Wille.
Il épouse en premières noces Marie Oudry, fille du peintre Jean-Baptiste Oudry et de la peintre et graveuse Marie-Marguerite Oudry. Il se remariera avec Jeanne-Marie Flottes qui lui donnera sept enfants, les deux aînés étant le sculpteur Louis-Simon Boizot (1743 - 1809) et la graveuse Marie-Louise-Adélaïde Boizot (1744-1800).